# San Lorenzo (Castigaleu)
San Lorenzo (Sant Llorenç, en catalán ribagorzano) es una localidad española del municipio de Castigaleu, la Ribagorza, Huesca, Aragón.

## Geografía
Se encuentra a menos de 700 metros de la Almunia de San Lorenzo.

## Historia
Es mencionado ya en 1209.

## Lugares de interés
- Ermita de San Juan Bautista, s. XVI.[2]
- Iglesia parroquial de San Lorenzo, 1716.[2]

## Fiestas
- Fiesta chica, 11 de junio, en honor a San Bernabé.[3]

- Fiesta mayor, 10 de agosto, en honor a San Lorenzo.[3]